# Parc animalier d'Introd

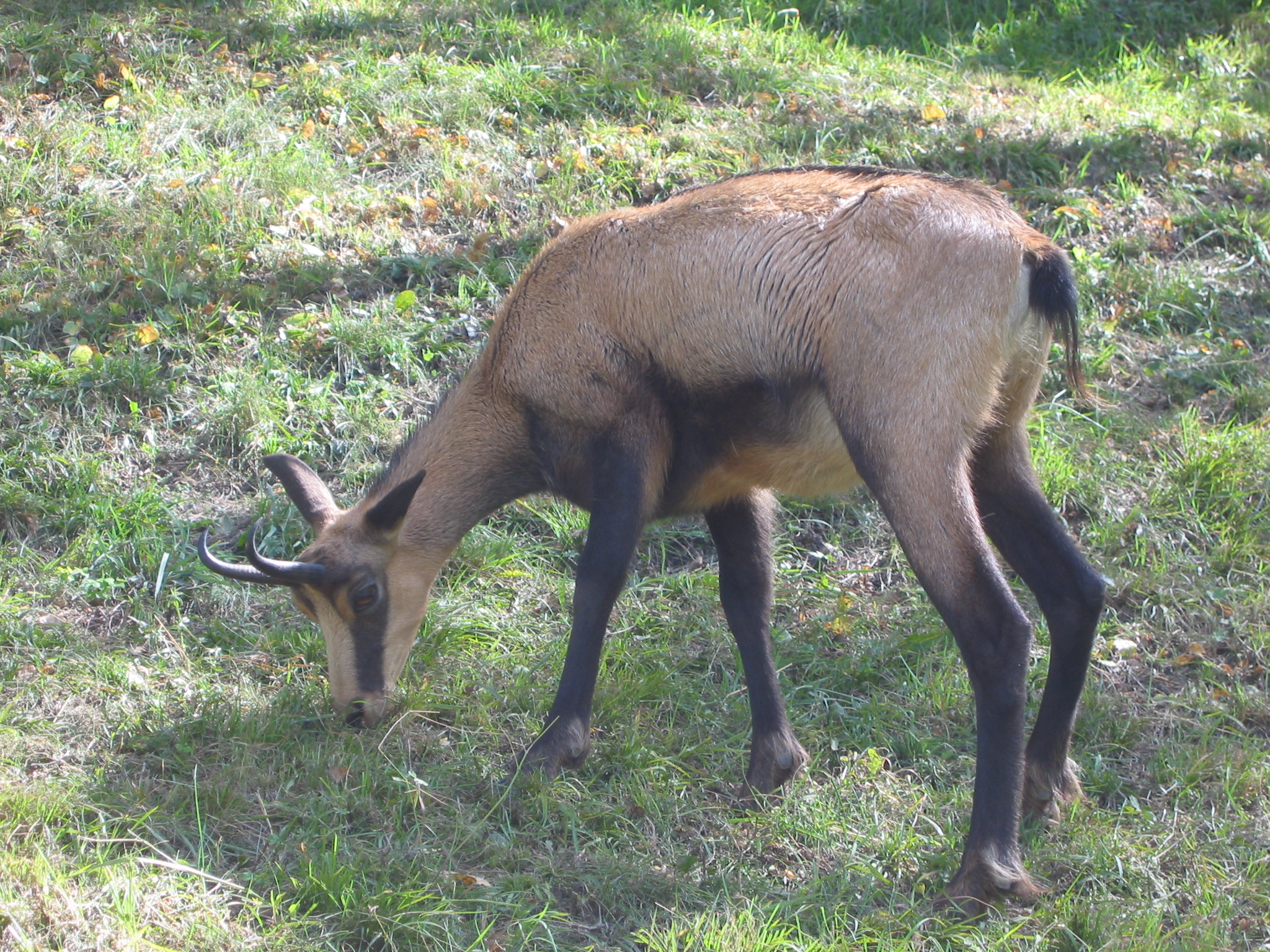
Un camoscio all'interno del Parc animalier d'Introd

Il Parc animalier d'Introd (pron. fr. AFI: [paʁk‿animalje dɛ̃tʁo]) è un parco faunistico che si estende per 4 ettari a 880 m di altitudine nel comune di Introd, in Valle d'Aosta. L'ingresso del parco è di fronte alla sede dell'associazione Les Amis du bois, nel villaggio di Villes-Dessus.

## Storia
L'idea di creare un parco faunistico nasce all'interno dell'associazione di artigiani del legno, Les Amis du bois di Introd, con l'obiettivo di sviluppare l'offerta turistica comunale. Il parco è stato istituito nella primavera del 2005.

## Descrizione
Il parco propone i principali animali dell'ambiente alpino valdostano e una selezione della flora locale.
Il parco ospita i seguenti animali: camoscio, stambecco, cervo rosso, marmotta, cinghiale, gufo reale, allocco, barbagianni, aquila reale, civetta delle nevi, lepre comune, lepre variabile, tasso, scoiattolo comune, volpe rossa, trota fario, salmerino alpino e rana alpina che possono essere avvicinati a distanza di sicurezza. Nel 2022, il parco ha accolto una coppia di lupi.
I nomi degli animali e delle piante sono indicati con cartellini in francese, inglese, italiano e patois valdostano.